# Az utolsó szőke bombázó
Az utolsó szőke bombázó (eredeti címe: The Last of the Blonde Bombshells) 2000-ben bemutatott amerikai televíziós filmdráma, amelyet Gillies MacKinnon rendezett. A forgatókönyvet Allan Plater készítette. A főszerepben Judi Dench és Ian Holm. 2000. augusztus 26-án mutatták be az Egyesült Államokban. Magyarországon 2006. január 16-án adta le a TV2 csatorna. A produkció két díjat nyert Dench alakításával: egy BAFTA TV-díjat és egy Golden Globe-ot.

## Cselekmény
Férje halála után Elizabeth úgy dönt, hogy visszatér a zenei gyökereihez. A nő a második világháború alatt a Bombázók nevű női zenekarral járta az országot. Egy fiatal gitárossal, Paullal egy londoni jégpálya mellett zenélnek, amikor egy nap megpillantja őket Patrick. A háború alatt Patrick a Bombázók dobosa volt, így próbálta meg elkerülni a besorozást. Patrick és Elizabeth visszaemlékeznek azokra az időkre, majd randizni kezdenek.
Unokája biztatására, Elizabeth elkezdi keresni a zenekar többi tagját, hogy újra összeálljanak az iskolai bálra. Eleinte kevés sikerrel járnak, mert az egyik tag már meghalt, a másik demenciában szenved. A harmadik, Evelyn, börtönben ül, míg a harsonás Annie az Üdvhadseregnek kötelezte el magát, és nem hajlandó „az ördög zenéjét” játszani. Elizabeth és Patrick végül felkutatja a zongorista és zenekarvezető Bettyt, aki egy tengerparti szalonban dolgozik. A nő a zenekar összes régi jelmezét, valamint Patrick dobjait is megőrizte. A csoport leteszi az óvadékot Evelynért, és meggyőzik Annie-t, hogy játsszon egy jelentős jótékonysági adományért cserébe. Gwen énekesnő, aki egy wolverhamptoni éjszakai klubban lép fel, beleegyezik, hogy énekeljen, bár nem hajlandó próbálni a csapattal. Evelyn megtudja, hogy a trombitás Dinah alkoholista lett, és egy eldugott skóciai kastélyban él. Elizabeth megtudja, hogy a Patrick dobfelszerelésére festett rózsák jelzik, hogy hány szőke bombázóval sikerült lefeküdnie a háború alatt. Kiderül, hogy mindegyikkel, kivéve Elizabeth-tel, akit Betty óvott Patrick ostromától.
A korai próbák katasztrofálisnak bizonyulnak, de Elizabeth unokája, Joanna bátorítására a csapat folyamatosan javul. A bál estéjén váratlanul csatlakozik hozzájuk a basszusgitáros Madeleine, aki elhagyta a zenekart, hogy csatlakozzon a francia ellenálláshoz, és akit végül Joanna talált meg. Gwen éppen időben érkezik, és a szőke Bombázók hatalmas sikert aratnak. Gwen észreveszi, hogy Patrick dobfelszerelését még egy rózsa díszíti, Elizabeth pedig megerősíti, hogy beteljesítették a kapcsolatukat. Miközben a Bombázók tovább játszanak, Elizabeth elmeséli, hogy a sikeres koncert után mit csináltak a bandatársak.

## Szereplők
| Szerep             | Színész           | Magyar hang           |
| ------------------ | ----------------- | --------------------- |
| Elizabeth          | Judi Dench        | Pásztor Erzsi         |
| Patrick            | Ian Holm          | Versényi László       |
| Madeleine          | Leslie Caron      | Tóth Judit            |
| Dinah              | Olympia Dukakis   | Martin Márta          |
| Gwen               | Cleo Laine        | Bókai Mária           |
| Betty              | Joan Sims         | Dallos Szilvia        |
| Evelyn             | Billie Whitelaw   | Rácz Kati             |
| Annie              | June Whitfield    | Halász Aranka         |
| Vera               | Thelma Ruby       |                       |
| Joanna             | Millie Findlay    |                       |
| Patricia           | Felicity Dean     | Spilák Klára          |
| Edward             | Nicholas Palliser | Tóth Tamás            |
| Leslie             | Valentine Pelka   | Vári Attila           |
| Carol              | Carla MacKinnon   |                       |
| Paul               | Dom Chapman       | Tóth Roland           |
| Hibbert            | John Warnaby      |                       |
| McNab              | James Cosmo       | Cs. Németh Lajos      |
| Elizabeth fiatalon | Romola Garai      |                       |
| Betty fiatalon     | Saskia Vale       | Koroknay Simon Eszter |
| Patrick fiatalon   | Grant Ibbs        | Stern Dániel          |

## Fogadtatás
A Rotten Tomatoeson nem gyűlt össze elég kritika az értékeléshez. Steven Oxman a Varietytől azt írta: „Sajnos Alan Plater forgatókönyve elég sovány, ami elkerülhetetlenül - csak a legátlátszóbb fordulatokkal - vezet el a Bombázók fellépéséhez Joanna iskolai bálján, és Gillies Mackinnon rendezőnek sem sikerül a finálét olyan hangulatossá tenni, amilyennek lennie kell; hiába törődünk Elizabeth-tel, a tét itt egyszerűen túl kicsi ahhoz, hogy a történet részesévé váljunk.”

## Fontosabb díjak és jelölések
| Esemény                     | Díj                     | Kategória                                                           | Eredmény |
| --------------------------- | ----------------------- | ------------------------------------------------------------------- | -------- |
| 2001-es BAFTA TV-díjátadó   | BAFTA tévédíj           | Legjobb színésznő – Judi Dench                                      | Elnyerte |
| 58. Golden Globe-gála       | Golden Globe-díj        | Legjobb női főszereplő (minisorozat vagy tévéfilm) – Judi Dench     | Elnyerte |
| 53. Primetime Emmy-gála     | Primetime Emmy-díj      | Legjobb női főszereplő (minisorozat vagy tévéfilm) – Judi Dench     | Jelölve  |
| 53. Primetime Emmy-gála     | Primetime Emmy-díj      | Legjobb férfi mellékszereplő (minisorozat vagy tévéfilm) – Ian Holm | Jelölve  |
| 53. Primetime Emmy-gála     | Primetime Emmy-díj      | Legjobb casting                                                     | Jelölve  |
| 53. Primetime Emmy-gála     | Primetime Emmy-díj      | Legjobb jelmez                                                      | Jelölve  |
| 53. Primetime Emmy-gála     | Primetime Emmy-díj      | Legjobb fodrász                                                     | Jelölve  |
| 7. Screen Actors Guild-gála | Screen Actors Guild-díj | Legjobb színésznő (minisorozat vagy tévéfilm) – Judi Dench          | Jelölve  |